# Okszana Vaszilivna Livacs
Okszana Vaszilivna Livacs (ukránul: Оксана Василівна Лівач; 1997. május 14. –) ukrán női szabadfogású birkózó. A 2018-as birkózó-világbajnokságon bronzérmet nyert 50 kg-os súlycsoportban, szabadfogásban.

## Sportpályafutása
A 2018-as birkózó-világbajnokságon az 50 kg-osok súlycsoportjában a döntő során az indiai Ritu Ritu volt az ellenfele. A mérkőzést 10–5-re nyerte.